# Valdenir da Silva Vitalino
Valdenir da Silva Vitalino (sinh ngày 21 tháng 2 năm 1977) là một cầu thủ bóng đá người Brasil.

## Sự nghiệp câu lạc bộ
Valdenir da Silva Vitalino đã từng chơi cho Tokushima Vortis.

## Thống kê câu lạc bộ

### J.League
| Đội              | Năm       | J.League | J.League | J.League Cup | J.League Cup | Tổng cộng | Tổng cộng |
| Đội              | Năm       | Trận     | Bàn      | Trận         | Bàn          | Trận      | Bàn       |
| ---------------- | --------- | -------- | -------- | ------------ | ------------ | --------- | --------- |
| Tokushima Vortis | 2007      | 35       | 0        | -            | -            | 35        | 0         |
| Tokushima Vortis | 2008      | 30       | 0        | -            | -            | 30        | 0         |
| Tổng cộng        | Tổng cộng | 65       | 0        | 0            | 0            | 65        | 0         |